# Cattura di un giovane elefante
La Cattura di un giovane elefante (Éléphant pris au piège, o Jeune éléphant pris au piège, letteralmente "Giovane elefante caduto in trappola"), talvolta citata semplicemente con il titolo Elefante (Éléphant), è una scultura dell'artista francese Emmanuel Frémiet.

## Storia
Alta 3,6 metri e lunga 2,22 metri, per un peso di tre tonnellate, quest'opera che ritrae un elefante venne commissionata per l'esposizione universale del 1878. Faceva parte di un insieme di quattro statue monumentali in ghisa, all'inizio dorate (assieme al Cavallo con erpice di Pierre Louis Rouillard, il Toro di Auguste Cain e il Rinoceronte di Henri-Alfred Jacquemart) che circondavano la fontana situata dinnanzi al palazzo del Trocadéro di Parigi.
Rimossa nel 1935 durante la demolizione del palazzo del Trocadéro, la Cattura di un giovane elefante venne installata nei giardini della porta di Saint-Cloud, a Parigi, fino al 1985. Assieme al Cavallo e al Rinoceronte (non il Toro, che si trova a Nîmes), questo Elefante si trova dal 1986 nel piazzale antistante il museo d'Orsay di Parigi.
L'opera venne fusa da Antoine Durenne e venne restaurata tra il 1985 e il 1986 dalla fonderia de Coubertin a Saint-Rémy-lès-Chevreuse.

## Descrizione

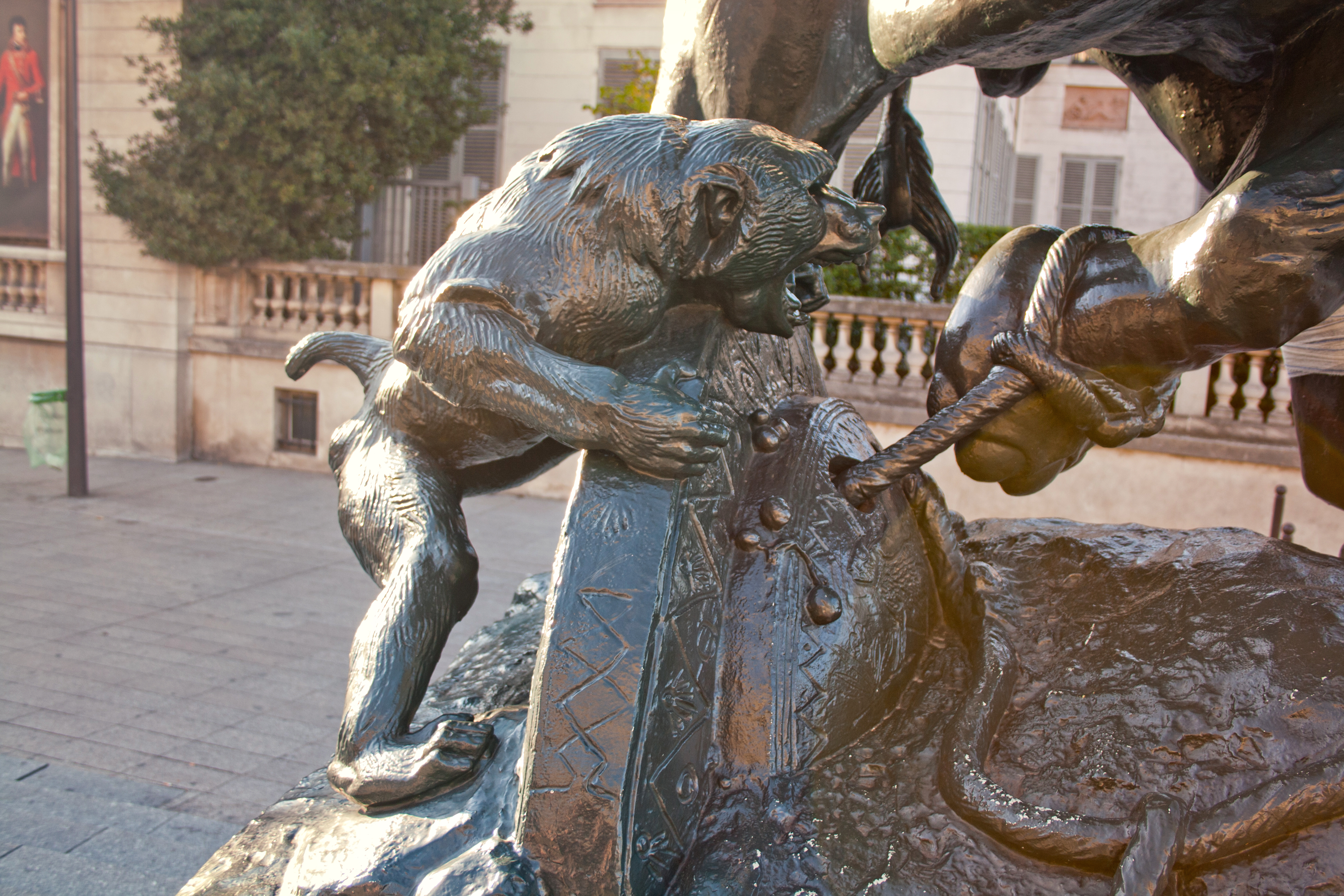
Un dettaglio della scimmia

La scultura ritrae un elefantino che è caduto in una trappola, in quanto una delle sue zampe posteriori è rimasta intrappolata in una corda legata a un peso, dietro al quale si trova una scimmia. In un numero della rivista Le Contemporain uscito nel 1878, nel descrivere le opere realizzate per l'esposizione universale, venne detto che questa scultura "rappresenta in modo ammirevole la forza vinta dall'inganno".